# Sharif University of Technology
Sharif University of Technology (SUT); (persiska: دانشگاه صنعتی شریف, romaniserad: Dāneshgāh-e sana'ti-e sharif) är ett offentligt forskningsuniversitet i Teheran, Iran. Universitetet är en institution för vetenskap, teknik och matematik.
Universitetet grundades 1966 under Mohammad Reza Shah Pahlavis regeringstid och hette tidigare Aryamehr University of Technology (persiska: دانشگاه صنعتی آریامهر, romaniserat: Dāneŝgāhe Sannatiye Āryāmehr) till hans ära. Under en kort period efter revolutionen 1979 hette universitetet Teherans tekniska universitet, men döptes sedan om till Sharif University of Technology efter Majid Sharif Vaghefi, en ledande medlem av Irans Folkets mujahedin.
Idag erbjuder universitetet både grundutbildning och forskarutbildning inom 15 huvudinstitutioner. Studentkåren består av cirka 6 000  grundstudenter och 4 700 doktorander från alla Irans 31 provinser. Finansiering för Sharif University tillhandahålls av regeringen och genom privat finansiering. Antagning till Sharif för grundutbildning är begränsad till de 800 bästa av de 500 000 studenter som klarar det nationella inträdesprovet som årligen administreras av det iranska ministeriet för vetenskap, forskning och teknologi.
År 2023, enligt US News, nådde detta universitets världsranking 598.